# ビッグ・ジェミニ
ビッグ・ジェミニ(Big Gemini)(または"Big G")はジェミニ計画の発展型の一つとして、1969年8月にダグラス社からアメリカ航空宇宙局(NASA)へ提案された有人宇宙船である。軍民両用の多目的軌道輸送システムとして、9から12名の人員及び補給物資を宇宙ステーションへ輸送するものであった。結局、軌道輸送システムとしてはビッグ・ジェミニではなく、スペースシャトルが実用化された。

## 概要
アメリカ合衆国では、1960年代に宇宙ステーション構想を本格的に検討しており、軌道への人員・補給物資輸送も検討課題であった。ビッグ・ジェミニはジェミニ宇宙船の拡大型をこの任務にあてる構想であり、1969年8月に提案が発表されている。アポロ計画の技術と有人軌道実験室(MOL)の開発で得られた成果をフィードバックする予定であった。円錐形の再突入部に乗員が搭乗する形になっており、初期型で9名、改良型では12名を搭載する。機体後部が推進器および貨物室スペースとなっている。打上げロケットにはサターンIB、タイタンIIIM、サターン INT-20(S-IC/S-IVB)が検討された。サターンIBは後に検討対象から外された。
調査は軌道上の宇宙ステーションへの乗員の輸送、帰還に使用されるジェミニの派生型の運搬宇宙船として予備定義された宇宙船を開発する事を目的として行われた。地上に着陸し、回収されて再使用される設計が要求された。2系統の宇宙船が定義された。一つは9人乗りでジェミニBに若干の改良を施したMin-Mod Big Gと、外形寸法が同じだが新型の補助システムを導入した12人乗りのより先進的な概念の先進型 Big Gと呼ばれた機種である。
宇宙船の再突入部の大きさは、逆噴射部・貨物室部が直径419cmとジェミニ宇宙船よりは大幅に拡大されている。着陸に際しては、パラグライダーを用いて、陸に着地することも検討されていた。Northrop- Ventura社がパラグライダー式滑空装置の分析を担当して、最終的な報告では文書化された。宇宙船の着陸時の衝撃を緩和する着地装置は乗員モジュールの底にそり式の着陸装置を備える事で対応し、乗員は仰向けの姿勢で着地する。軌道変更やランデブーや姿勢制御や逆噴射の推進機能は一台の液体燃料推進システムが担い、打ち上げ時の脱出装置はアポロ宇宙船に搭載されたような打ち上げ脱出システムの大型化した物が搭載される。さらに設計の分析、運行支援分析や開発予定計画が準備された。
有人軌道実験室が1969年に中止され、1970年代に入るとアメリカ航空宇宙局の予算も削減されたことから、ビッグ・ジェミニの開発も中止された。

## 仕様
- 乗員: 9人から12人
- 全長: 11.5 m.
- 最大径: 4.27 m.
- 居住空間の体積: 18.7 m³
- 重量: 15,590キログラム (34,370 lb)
- ペイロード: 2,500キログラム (5,500 lb)
- 打ち上げロケット: タイタン 3M, サターン IB, サターン S-IC/S-IVB.